# Sjóv község
Sjóv község (feröeriül: Sjóvar kommuna) egy község Feröeren. Eysturoy délnyugati részén fekszik. A Føroya Kommunufelag önkormányzati szövetség tagja.

## Történelem
A község 1896-ban jött létre, amikor kivált Eysturoy egyházközségből. Jelenlegi formáját 1952-ben nyerte el Skáli község kiválásával.

## Önkormányzat és közigazgatás

### Települések
| Település     | Népesség | Mióta a község része | Előző község          | Meddig a község része | Következő község | Megjegyzés         |
| ------------- | -------- | -------------------- | --------------------- | --------------------- | ---------------- | ------------------ |
| Innan Glyvur  | 69       | 1896                 | Eysturoy egyházközség |                       |                  |                    |
| Kolbanargjógv | 31       | 1896                 | Eysturoy egyházközség |                       |                  |                    |
| Morskranes    | 27       | 1896                 | Eysturoy egyházközség |                       |                  |                    |
| Selatrað      | 42       | 1896                 | Eysturoy egyházközség |                       |                  |                    |
| Skálabotnur   |          | 1896                 | Eysturoy egyházközség | 1952                  | Skáli község     |                    |
| Skáli         |          | 1896                 | Eysturoy egyházközség | 1952                  | Skáli község     |                    |
| Strendur      | 920      | 1896                 | Eysturoy egyházközség |                       |                  | A község székhelye |

### Polgármesterek
- Artur Johansen (2009–)[6]
- Malena Thomsen ( – 2008)[5]

## Népesség
| Év              | Lakosság |
| --------------- | -------- |
| 1986. január 1. | 950      |
| 1991. január 1. | 1007     |
| 1996. január 1. | 950      |
| 2001. január 1. | 1026     |
| 2006. január 1. | 1033     |